# Nordman
Nordman (Noordman) is een Zweedse groep, gevormd in 1993. Hun stijl is een mix van rock, pop en folkmuziek. Dit genre heet in Zweden "etnopop", een samenstelling van het Griekse woord 'ethno', verwijzend naar het volksaspect, en 'pop'.
De groep telt twee leden: Håkan Hemlin, zanger en bandleider, en Mats Wester, songwriter en bespeler van de nyckelharpa.
Hun grootste hits waren Förlist ("Schipbreukeling") en Vandraren ("De zwerver") beide uitgebracht in 1994. In 1998 ging de groep uit elkaar wegens drugsproblemen van Håkan Hemlin, maar in 2004 kwamen ze weer samen toen Hemlin zijn drugsprobleem weer onder controle had. Hun comeback was tijdens het Melodifestivalen van 2005 met het lied Ödet var min väg ("Het lot was mijn weg"), in hetzelfde jaar brachten ze ook hun nieuwe CD uit, "Anno 2005".
In 2008 deden ze opnieuw mee aan het Melodifestivalen, dit keer met I lågornas sken ("In de vlammenschijn"), ze eindigden op de zesde plaats in de finale. Op 12 maart 2008 kwam hun vijfde studioalbum Djävel eller Gud ("Duivel of God") uit; het werd het hoogst genoteerde album van de groep sinds 1996. In 2014 bracht Nordman het album "Patina" uit, waarop de piano de hoofdrol heeft in plaats van de nyckelharpa (sleutelharp).  Op dit album is ook een nieuwe versie (met piano) van hun hit "Vandraren" uitgebracht.  

## Discografie

### Albums
- 1994 – "Nordman"
- 1995 – "Ingenmansland" ("Niemandsland")
- 1997 – "Här och nu" ("Hier en nu")
- 2001 – "Nordmans bästa – I vandrarens fotspår" ("Het beste van Nordman – In de voetsporen van de zwerver", een verwijzing naar hun hit "Vandraren")
- 2004 – "Bästa" ("Best of")
- 2005 – "Anno 2005"
- 2008 – "Djävul eller Gud" ("Duivel of God")
- 2010 - "Korsvag"
- 2014 - "Patina"

### Singles
- 1994 – "Förlist" ("Schipbreukeling")
- 1994 – "Vandraren" ("De zwerver/landloper")
- 1994 – "Laglöst land" ("Wetteloos Land")
- 1995 – "Ännu glöder solen"
- 1995 – "Be mig" ("Smeek me")
- 1996 – "På mossen" ("In het moeras")
- 1996 – "Det sista du ser" ("Het laatste wat je ziet")
- 1996 – "Live-single"
- 1997 – "Se dig själv" ("Bekijk jezelf")
- 1998 – "Hjälp mig att leva" ("Help mij te leven")
- 2005 – "Ödet var min väg" ("Het lot was mijn weg")
- 2005 – "Allt eller ingenting"("Alles of niets")
- 2007 – "Du behöver" ("Je hebt nodig")
- 2008 – "I lågornas sken" ("In de vlammenschijn")
- 2008 – "Djävul eller Gud" ("Duivel of God")
- 2009 - "Om Gud var jag"
- 2013 - "Dance to the loop"